# Historia de la animación rusa
La historia de la animación rusa es la tradición de las películas, cortos y series animadas producidas por los responsables de la animación en Rusia. La mayor parte de la creación de producciones rusas de animación de películas para cine y televisión se creó durante la época soviética (1922-1991), lo que hace posible denominarla, también, como la historia de la animación soviética. Fuera de Rusia, sigue siendo un campo casi inexplorado en la teoría e historia del cine.

## Comienzos

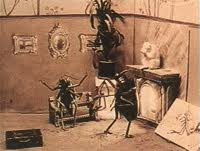
Escena de La venganza del camarógrafo (1911) de Ladislas Starevich[http://www.ubu.com/film/starewicz.html

El primer animador en Rusia fue Aleksandr Shiriáyev, que era el bailarín principal del Ballet Imperial Ruso, profesor de danza y coreógrafo. Realizó una serie de películas de ballet de marionetas, animadas por pioneros, entre 1906 y 1909. Solo mostró sus primeras obras a pocas personas y su nombre quedó en el olvido hasta su redescubrimiento en 1995.
La segunda persona en Rusia que llevó a cabo obras de cine de animación aprendido de manera autodidacta fue el director de origen polaco Vladislav Starévich (también conocido como Wladyslaw Starewicz, por la traducción de su nombre desde el polaco). Como biólogo egresado, Starévich comenzó a ser animador al hacer montajes con insectos embalsamados con fines educativos, pero pronto notaría las posibilidades que el medio le ofrecía para realizar auténticas obras de animación en volumen (más conocido por su término en inglés: stop motion). Starevich se estrenó como director de cine en la década de 1910, realizando comedias oscuras sobre la vida familiar de las cucarachas. Su obra fue tan revolucionaria que le ganó una condecoración del Zar. El 26 de marzo de 1912, Starévich estrenaría La bella Lukanida (en ruso: Прекрасная Люканида, romanizado: Prekrasnaya Lyukanida), considerada la primera película de stop motion con argumento de la historia de la animación; si bien en otras ocasiones se considera La Navidad de los insectos/La noche antes de Navidad (en ruso: Рождество обитателей леса, romanizado: Rozhdestvo obitateley lesa), de 1913 como la predecesora del género al haber contado esta con música en directo en el estreno y acción en vivo en algunas de las escenas. De cualquier manera, el primer metraje de Starévich con el método de fotograma a fotograma fue Lucanus Cervus (en ruso: Жук-олень, romanizado: Lucanus Cervus), un cortometraje de 1911 de un tipo más documental sin argumento sobre escarabajos ciervos volantes.
Después de la emigración de Starevich tras de la Revolución de Octubre, la animación en Rusia llegó a un punto muerto desde hace años. Sólo por los mediados y finales de la década de 1920 las autoridades soviéticas pudieron convencer para financiar estudios experimentales. Estos eran típicamente parte de un estudio de cine más grande y fueron en un principio más a menudo se utiliza para producir clips animados cortos con fines de propaganda. Ejemplo de pinza político animado es China en llamas (1925) por Zenon Komisarenko, Yuri Merkulov y Nikolái Jodatáyev.
Al hacerlo, estos primeros pioneros podían experimentar con su equipo, así como con su estética. Creadores como Iván Ivanov-Vano, Mijaíl Tsejanovski o Nikolái Jodatáyev hicieron sus primeras películas de una manera novedosa y llamativa, estéticamente muy diferente de los animadores americanos. Como Ivanov-Vano recuerda en sus memorias  Kadr za Kadrom (Cuadro por cuadro), esto fue en parte debido a la atmósfera general de la vanguardia rusa creada a su alrededor, y en parte debido a que fueron capaces de experimentar en pequeños grupos de aficionados. Películas importantes de esta era incluyen Ivanov-Vano de En la pista de patinaje (1927), Mensaje de Tsejanovski (1929) y El organillo Jodatáyev (1934).
Otra figura notable de la época es Aleksandr Ptushko. Él era un arquitecto de formación, pero antes en su vida había trabajado en la ingeniería mecánica. En este campo, es conocido por la invención de una máquina sumadora que estaba en uso en la Unión Soviética hasta 1970 (un ejemplo de ello se puede ver en la primera película de Fiódor Jitruk como director, La Historia de un Crimen (1962). Cuando se unió a la unidad de animación de marionetas de Mosfilm, se encontró con un ambiente ideal para vivir sus ambiciones mecánicos, así como sus las artísticas , y llegó a ser reconocida internacionalmente con la primera película de la Unión Soviética de largometraje de animación, El Nuevo Gulliver (1935). Esta película mezcla animación de marionetas y actuación en vivo. Se trata de un relato explícitamente ideológica de la novela de Jonathan Swift. No obstante, se considera una obra maestra de la animación, con escenas de masas con cientos de extras, imita muy expresivos en los primeros planos , y la innovadora, trabajo de cámara flexible, combinado con una excelente escenografía. Ptushko se convirtió en el primer director de la recién fundada Soyuzdetmultfilm-Studio, pero poco después abandonó para dedicarse a la acción en vivo el cine. Aun así, incluso en sus largometrajes mostró un gusto por los efectos especiales de stop motion , por ejemplo, en Iliá Muromets (1956).

## Realismo Socialista
En 1934, Walt Disney envió un rollo de película con algunos cortos de Mickey Mouse para el Festival de Cine de Moscú. Fyodor Khitruk, entonces sólo un animador, recuerda sus impresiones de la pantalla en una entrevista en la película de Otto Alder El espíritu de genio. Él estaba absolutamente abrumado por la fluidez de imágenes y, a la vez, entusiasmado con las nuevas posibilidades de la animación de Disney, caminos renovadores que parecían ofrecer al mundo de las películas animadas.
Funcionarios superiores comparten esta impresión, también, y en 1935, el estudio Soyuzdetmultfilm-Studio fue creado a partir de las pequeñas y relativamente independientes unidades Trickfilm de Mosfilm, Sovkino y Mezhrabpromfilm con el fin de centrarse en la creación de la animación al estilo Disney, exclusivamente mediante la técnica cel.
Ya desde 1932, cuando un congreso de escritores soviéticos había proclamado la necesidad de realismo socialista, la influencia del futurismo y la vanguardia rusa en la animación se había reducido. Ahora, los experimentos estéticos fueron empujados fuera de la agenda, y durante más de veinte años, Soyuzmultfilm, ya que el estudio se llama a partir de 1936, trabajó de manera taylorizado, utilizando la técnica cel y división del trabajo. Se convirtió en el principal estudio de animación en la Unión Soviética, la producción de un número cada vez mayor de los niños y cortocircuitos de animación educativa y características, pero el espíritu experimental de los años de fundación se perdió.
Uno de los ejemplos más alarmantes de la transformación que no sólo los estudios fueron sometidos, sino también los artistas fueron sucumbieron, es Mikhail Tsekhanovsky. El artista nacido en Leningrado se hizo un nombre por sí mismo en la ilustración de libros y gráficos. Encontró la animación como un medio ideal para transferir su estilo para y desarrollar su visión artística más. Empezó a ser conocido internacionalmente por su película Post, rodada en 1929 y que le valió varios premios en festivales de cine internacionales. Con el establecimiento del realismo socialista, que tuvo que abandonar su estilo innovador y muy convincente para la práctica entonces general de que en Rusia ha llegado a ser conocido como "Éclair": El rodaje de acción en vivo, seguido de una proyección fotograma a fotograma que tenían que servir a los animadores como su única fuente para la realización de movimientos (en Occidente, esto se conoce como rotoscopia). Las diferencias en las decisiones visuales son claramente visibles y característicos de la transformación no sólo Mikhail Tsekhanovskiy, pero la animación soviética en su conjunto tuvo que pasar durante ese tiempo. Muchos artistas no soportaron estos cambios, sin embargo, y salieron de la industria para otros campos como la pintura o los libros de ilustración. Un ejemplo es el trío ingenioso de Yuriy Merkulov, Zenon Kommissarenko y Nikolay Khodataev, quien después de terminar su última película «The Barrel Organ» (1934) dejó de trabajar en la animación. Durante dos décadas, el estudio se limitó  a adaptaciones de los cuentos populares y mitos comunistas. Una excepción sólo podría encontrarse en lugares de propaganda del tiempo de guerra, un disparo durante la evacuación en Samarcanda 1941-1943, pero su humor es sin duda no intencional. Sin embargo, los directores, como los hermanos Zinaida y Valentina Brumberg, con películas como Fedya Zaitsev (1948), Ivan Ivanov - Vano con Moydodyr de 1954 (hay una primera versión de 1927, pero carece de la fluidez de la versión más reciente) o Lev Atamanov con «El Reina de las Nieves» (1957, dijo después el cuento de Hans Christian Andersen) conseguido crear obras maestras en su género que han sido premiados con diversos galardones en festivales de todo el mundo y han tomado un lugar duradero en la historia de la animación.

## Desde Krushev a la Perestroika
Cuando Nikita Jruschov en 1956 proclamó el fin del culto a la personalidad de Stalin, comenzó un proceso de renovación política y cultural en el país. A pesar de que los animadores todavía necesitaban un tiempo para liberarse de la larga tradición de «Éclair», a partir de la década de 1960, las películas de animación ganan completamente nuevas cualidades. El punto de partida para ello fue la película de Fyodor Khitruk Historia de un Crimen (1962). No sólo había cambiado el estilo de animación de algo que se parecía a lo que hacía en la United Productions of America, pero por primera vez desde los años de vanguardia, él fue capaz de hacer frente a una historia contemporánea.

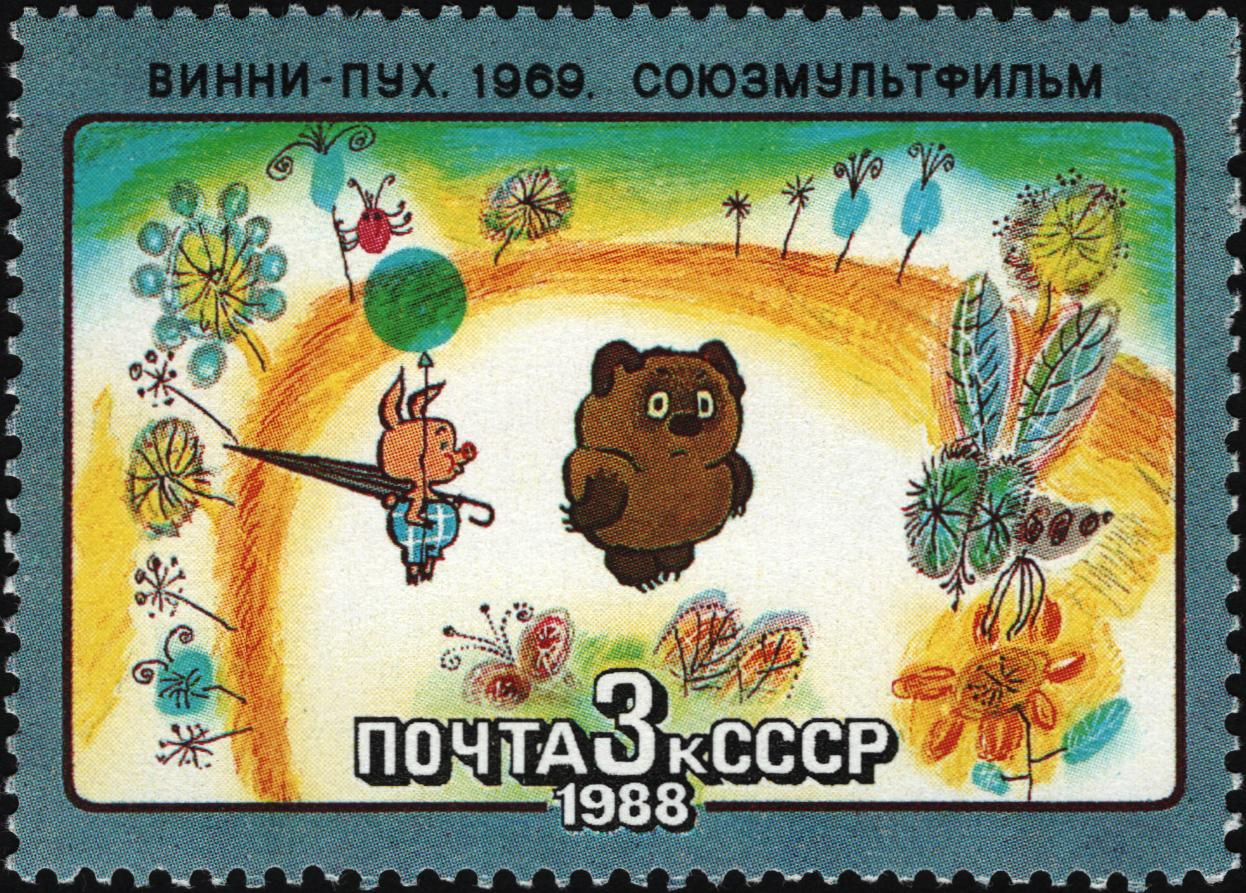
Sello soviético de 1988 que muestra a Winnie-The-Pooh y al Cerdito.

El enfoque revolucionario de Jitruk allanó el camino para un gran número de directores de animación jóvenes que en los años siguientes desarrolló sus propios estilos y enfoques distintivos. Uno de los más político fue Andréi Jrzhanovski, cuya película surrealista la armónica de cristal (1968) fue severamente cortada por la censura , pero dejado de lado , no obstante . Anatoli Petrov es conocido como el fundador de la revista de cine Vesyolaya Karusel (El feliz carrusel, desde 1969), que dio la oportunidad a muchos jóvenes directores para hacer sus primeros propias películas. Entre ellos se encontraban Leonid Nosyrev, Valery Ugarov, Eduard Nazarov, Ivan Ufimcev y otros.

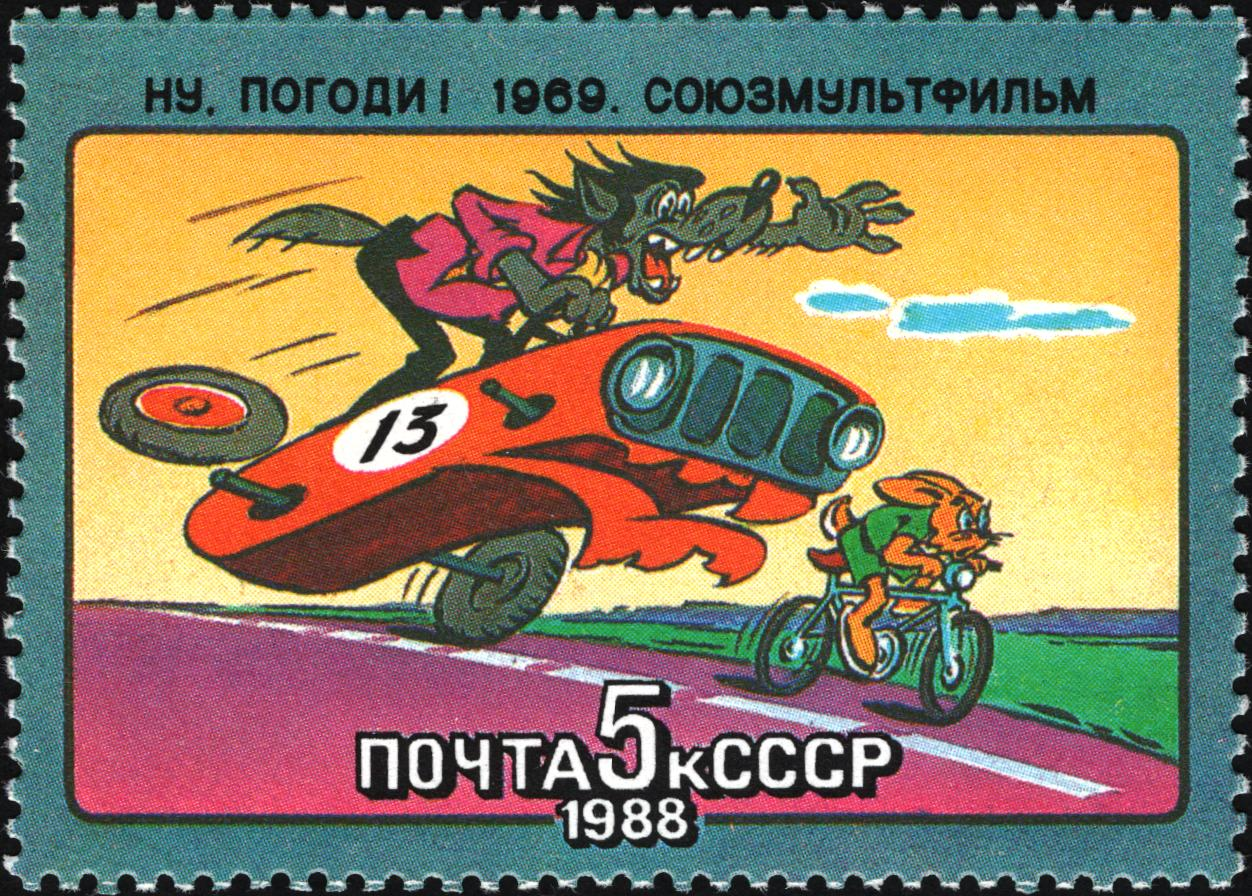
Sello postal de Nu, pogodi! (1969–2006)

La década de 1970 vio el nacimiento de la serie de la Unión Soviética más popular animación, Nu, pogodí! (¡Sólo espera!), dirigida por Vyacheslav Kotyonochkin. Estas miniaturas aparentemente simples acerca de un lobo persiguiendo a una liebre a través de mundos animados de estilo soviético deben mucho de su popularidad a los subtextos astutos construidas en sus partes.
Durante el período de Stalin, la animación de títeres había llegado a su fin. Sólo en 1953 fue una división de títeres fue refundada en Soyuzmultfilm. Su primer director del departamento fue Boris Degtyarev, bajo cuya dirección los jóvenes animadores intentó recuperar el conocimiento de que se había perdido desde los tiempos de Aleksandr Ptushko. Entre los más destacados de estos jóvenes artistas fueron Vadim Kurchevskiy y Nikolay Serebryakov, que trabajó junto a sus primeras películas, por ejemplo, La nube en el amor (1963). Incluso cuando decidieron separarse y hacer sus propias películas, su estilo se caracterizó por una amplia búsqueda estética porque, como Bendazzi pone, "la combinación de realismo y el barroco", con más claridad que se ve en No en el sombrero está ahí Felicidad (1968, por Serebrjakov) y especialmente en la obra maestra de Kurchevskiy, El Maestro de Clamecy (1972, después de la novela de Romain Rolland Colas Breugnon).
Una generación más tarde, Stanislav Sokolov comenzó a hacer películas que trajeron el arte de la animación de marionetas a una nueva altura. Su enfoque, que se caracteriza por estructuras de animación complejas y múltiples efectos especiales también se puede observar en The Underground Big Ball (1987, después de Andersen) o Blanco y Negro Film (1985), que ganó un premio en Zagreb.
Anatoly Petrov, el fundador de El feliz carrusel (en ruso: Весёлая карусель, 1969), ha demostrado realismo extremo (cerca fotorrealista) en sus películas posteriores, más notable de las cuales fue la ciencia ficción Polígono (en ruso: Полигон, 1977).
Su colega Gennady Sokolsky trató de usar personajes atractivos en sus películas, junto con la banda sonora ambiental: Serebryanoe kopytce (en ruso: Серебряное копытце, 1977), myshonok Pik (en ruso: Мышонок Пик, 1978), Las aventuras de Scamper el pingüino (en ruso: Приключения пингвинёнка Лоло, 1986-1987, con Kinjiro Yoshida).
Romano Kachanov realizó numerosas películas para niños, a partir de la animación de marionetas (Varezhka, 1967), la serie de Cheburashka) y más tarde con la animación tradicional en la famosa película de animación El misterio del tercer planeta basado en Alice: La muchacha de los libros de la Tierra por el escritor Kir Bulychov (1981).
Sverdlovsk Film Studio introdujo animación del pintura en vidrio, con nuevo nivel completo de calidad (Dobro pozhalovat ruso: Добро пожаловать, 1986).

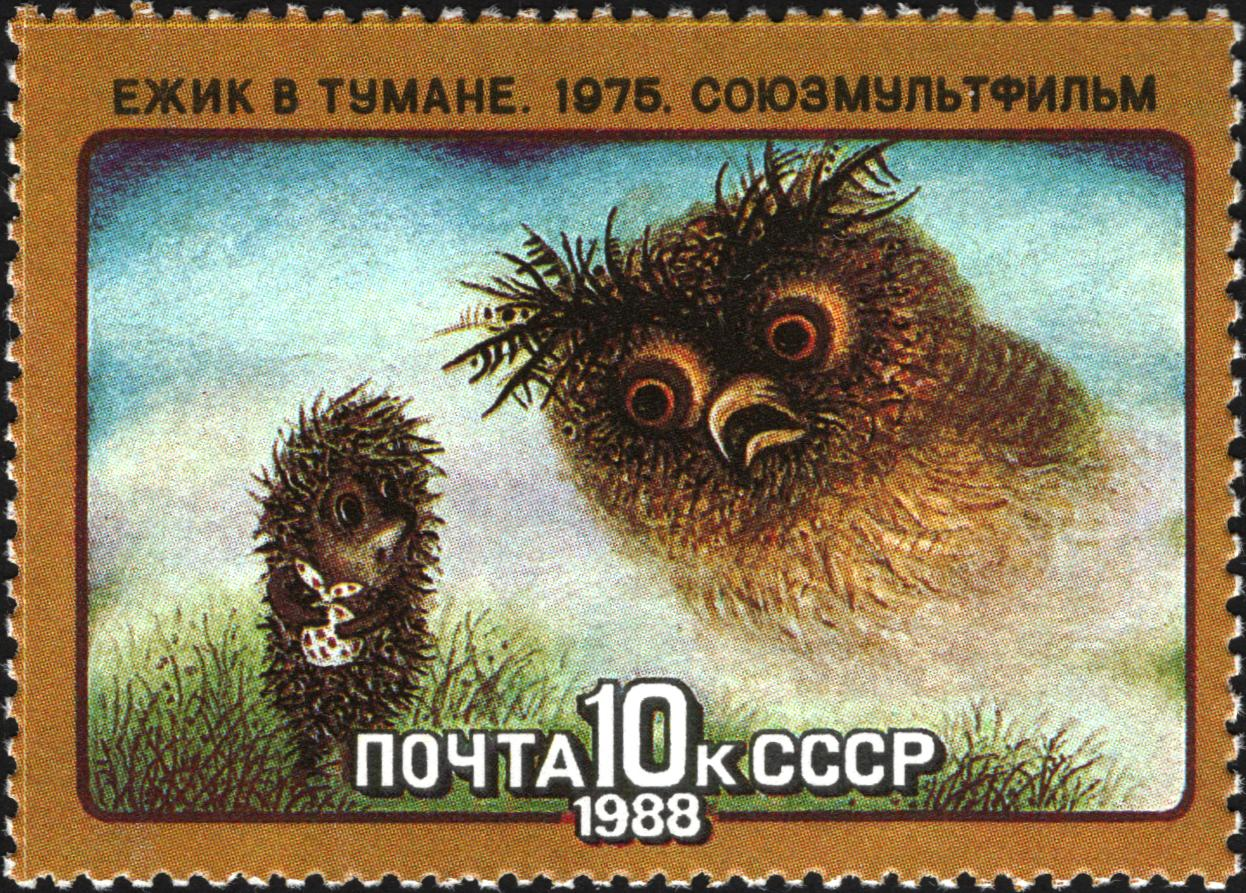
Sello soviético de 1988 con los personajes de "Erizo en la niebla".

Uno de los más famosos animadores rusos es Yuriy Norshteyn. Sus películas Erizo en la niebla (del año 1975) y el Cuento de cuentos (1979) muestran no sólo el dominio técnico (aunque no es una animación suave), pero también de una belleza incomparable magia . Cuento de los cuentos fue elegida mejor película de animación de todos los tiempos en el 1984 Festival Olímpico de las Artes en Los Angeles, y de nuevo en 2002.
Desde el inicio de la Perestroika, Norshteyn no ha encontrado una posibilidad de terminar su última película, El capote.
Otros directores fueron más capaces de hacer frente a los cambios que esta vez trajo , sino que incluso comentaron que en sus películas. Garri Bardin de Caperucita Roja et le Wolf (1991), no sólo provocado al incluir un idioma extranjero en el título, que también estaba lleno de alusiones al próximo fin del comunismo. Aleksandr Tatarski incluso se las arregló para fundar su propio estudio (piloto) en 1988, donde produjo películas absurdas inspiradas en la Escuela de Zagreb. Yuri Norshteyn y otros tres animadores principales (Fiódor Jitruk, Andréi Jrzhanovski, y Eduard Nazarov) fundaron una escuela y un estudio en 1993 que existe hasta el día de hoy , llamado SHAR Studio.
A finales de los días de estudio Ekran (entonces Multtelefilm ), Gennady Tishchenko introdujo elementos del estilo anime en la animación rusa (Los vampiros de Geona ruso: Вампиры Геоны, 1991, AMBA rusos: АМБА, 1994-1995).

## Animación rusa hoy
Tras el fin de la Unión Soviética, la situación para los animadores rusos cambió dramáticamente. Por un lado, los subsidios estatales disminuyeron significativamente. Por otro lado, el número de estudios que compiten por esa cantidad de dinero se elevó a un buen negocio. La mayoría de los estudios durante la década de 1990 vivió en la animación para publicidad y en hacer obras de encargo para los grandes estudios de Estados Unidos y en otros lugares. Sin embargo, hubo algunas coproducciones internacionales de gran éxito, por ejemplo, Aleksandr Petrov (ex animador de Sverdlovsk Film Studio) ganadora del Oscar El viejo y el mar (1999, de la novela de Ernest Hemingway) o Cuento de invierno de Stanislav Sokolov (1999, a partir de la obra de William Shakespeare) que le valió al director un premio Emmy.
Soyuzmultfilm, el ex-gigante de los estudios de animación de Rusia (a la que una vez empleó un máximo de 700 animadores y otros personales), fue acosado por los administradores corruptos que venden fuera de todos los derechos de todas las películas realizadas anteriormente por el estudio sin decir a los accionistas o empleados. Georgiy Borodin escribe de este tiempo, "el trabajo artístico en el estudio se hizo psicológicamente insoportable e imposible. Nadie tenía la garantía de que venga la mañana, que no encontraría su gabinete roto abierto, y su mesa de trabajo. Despejado Casos similares se convirtió casi en un habitual ocurrencia durante los años de ocupación. Animadores que trabajaron en otros estudios se negó a creer los cuentos acerca de las condiciones de trabajo en el robo «Soyuzmultfilm».
A pesar de las dificultades, Natalia Lukinyj ha estimado que las películas animadas rusas ganaron casi el doble de premios internacionales de prestigio en la década de 1990 como películas de acción en vivo de Rusia. Como la situación económica de Rusia se convirtió cada vez más estable, también lo hizo el mercado de la animación, y durante los últimos tres años una serie de largometrajes de cine de animación de los estudios rusos han surgido (Little Longnose de ejemplo Melnitsa Animation Studio , de 2003, de cuento de hadas de Wilhelm Hauff, y 2006 el príncipe Vladimir de Solnechny Dom estudio, basado en la historia temprana de la Rus', la más taquillera película animada de Rusia hasta la fecha). Mientras que la comunidad de la animación rusa es todavía lejos de alcanzar el esplendor que poseía antes del fin de la Unión Soviética, se está realizando una recuperación importante y se está convirtiendo cada vez más claro que la industria de la animación rusa revivido será muy diferente de lo que era a finales de 1980. Según Andrei Dobrunov, jefe de Solnechny Dom, varios estudios rusos están trabajando actualmente en una decena de largometrajes de animación.
Osobennyj, publicado 31 de julio 2006, fue el primer largometraje de animación por ordenador de Rusia. Alrededor de 8 películas están ahora en producción en varios estudios. Al mismo tiempo, Soyuzmultfilm se ha asociado con Mikhail Shemyakin y está trabajando en Gofmaniada, un largometraje de animación de marionetas que deliberadamente se está hecho completamente sin computadoras. En 2007, el Proyecto Morevna se lanzó, con el objetivo de crear una ciencia ficción volver a contar el cuento popular de María Morevna como un anime sobre todo mediante el uso de la herramienta de software libre Synfig y liberarla bajo una licencia Creative Commons.
A partir de 2009, la animación entró en una nueva crisis como Goskino pospuso indefinidamente la financiación para todos los proyectos, y para el presupuesto de 2010 el Estado recortó los fondos de animación a la mitad. La comunidad de la animación reaccionó apelando al Presidente y al público. En 2010, muchos de los grandes estudios, incluidos los pilotos, fueron cerradas o a punto de cerrar. La gran mayoría de los estudios se ha basado en el apoyo del Estado, en cierta medida, y Goskino no cumplir alguna de sus obligaciones contractuales a pagar por las películas que le habían ordenado, y que ya se habían producido los estudios. Además, Disney ha sido acusado de utilizar las prácticas anticompetitivas de dejar de lado la competencia interna de Rusia en los canales de televisión.

## Enlaces
- Animator.ru – sitio de la comunidad de la animación rusa of the Russian animation community. Incluye una base de datos en inglés de películas, gente y estudio.
- Soyuzmultfilm homepage Sitio del estudio de animación ruso más famoso (en ruso)
- www.pilot-film.com Otro estudio famos (en ruso e inglés).
- Russian Insider – blog enfocado a la animación de la era soviética
- www.filmfundsoyuzmultfilm.com archivo de películas de Soyuzmultfilm.
- Caricaturas soviéticas de los 1940s y 1950s para ver y descargar con subtítulos en esperanto
- MASTERS OF RUSSIAN ANIMATION Video Collection on IFILM
- Blog about Russian Animation Influence in Cuban Culture
- Videoblog with modern Russian animation subtitled in Esperanto
- MAGIA RUSSICA – a documentary film on Russian Animation

- Datos: Q1367179
- Multimedia: Animations of Russia / Q1367179